# 2019年のバレーボール
< 2019年 | 2019年のスポーツ
2019年のバレーボールでは、2019年のバレーボール関連の出来事をまとめる。
2018年のバレーボール - 2019年のバレーボール - 2020年のバレーボール

## できごと

### 1月
- 13日 - 【JVA・高体連】この日まで行われた第71回全日本バレーボール高等学校選手権大会（4～8日）において、男子は洛南高等学校（京都）、女子は金蘭会高等学校（大阪第1）が優勝[1]。

## 結果

### 国内大会

#### 日本
- 第71回全日本バレーボール高等学校選手権大会（春高バレー）（1月4日 - 13日・武蔵野の森総合スポーツプラザ）[1]
  - 男子決勝：洛南（京都） 3 - 0 清風 （大阪第1）
  - 洛南は14年ぶり2回目の優勝（高校総体と選手権の分離前含む）。
  - 女子決勝：金蘭会（大阪第1） 3 - 2 東九州龍谷（大分）
  - 金蘭会は2年連続3回目の優勝。

- 2018/19V1リーグファイナル
  - 男子V1リーグ決勝 パナソニック・パンサーズ （2勝0敗） - JTサンダーズ （2年連続6回目）[2]。
  - 女子V1リーグ決勝 久光製薬スプリングス （1勝1敗・ゴールデンセット） - 東レ・アローズ（2年連続7回目）[3]。
- 2018/19V2リーグ
  - 男子V2リーグ優勝 - 富士通カワサキレッドスピリッツ（2年連続3回目）
  - 女子V2リーグ優勝 - ヴィクトリーナ姫路（初優勝）
- 2018/19V3リーグ
  - 男子V3リーグ優勝 - ヴォレアス北海道（2年連続2回目）
- 第68回黒鷲旗全日本選抜（5月1日 - 6日・丸善インテックアリーナ大阪）
  - 男子決勝 サントリーサンバーズ （V1） 3 - 1 パナソニック・パンサーズ（V1）（4年ぶり8回目）[4]。
  - 女子決勝 東レ・アローズ （V1） 3 - 0 日立リヴァーレ（V1）（9年ぶり5回目）[5]。

### 国際大会
- 2019年ワールドカップバレーボール
  - 男子優勝：ブラジル
    - MVPはアラン・ソウザ

  - 女子優勝：中国
    - MVPは朱婷